# Malaya Berestovitsa
 (décembre 2017).
Malaya Berestovitsa (biélorusse : Малая Бераставіца, russe : Малая Берестовица, polonais : Brzostowica Mała, lituanien : Mažoji Berestovitsa) est un village de Biélorussie, de la Voblast de Hrodna, Raïon de Berastavitsa. Il est situé près de la ville de Hrodna.

## Histoire
De 1920 à 1939, il appartenait à la Deuxième République de Pologne de la Voïvodie de Białystok (1919-1939).
En 1939 des habitants polonais des environs sont massacrés par des miliciens communistes.
Le village possède une russe Orthodoxe de Saint-Dimitri Solunski (construite en 1868) ainsi qu'un musée.